# Acropyga nipponensis
Acropyga nipponensis är en myrart som beskrevs av Mamoru Terayama 1985. Acropyga nipponensis ingår i släktet Acropyga och familjen myror. Inga underarter finns listade i Catalogue of Life.